# Anita Augspurg
Anita Augspurg (Verden, 22 september 1857 – Zürich, 20 december 1943) was een Duitse juriste, actrice, activiste van de radicale vrouwenbeweging en pacifiste. 

## Biografie

### Afkomst en opleiding
Anita Augspurg werd geboren in Verden, Duitsland als jongste dochter van een advocaat. Net als veel andere meisjes uit de middenklasse ging ze naar de school voor höhere Tochter. Daar leerden meisjes hoe ze een goede huisvrouw en moeder moesten zijn. Daarna werkte Augspurg in het advocatenkantoor van haar vader, terwijl ze een lerarenopleiding volgde. Als hobby volgde ze acteerlessen.

### Actrice
Augspurg wilde haar carrière niet voortzetten als docent, maar wel als actrice. Van 1881 tot 1882 was ze leerling bij het Meininger waarmee ze optrad in theaters in Duitsland, Nederland en Litouwen. Na vijf jaar acteren raakte Augspurg teleurgesteld in de traditionele rollen die ze moest spelen. Toen haar grootmoeder in 1887 overleed werd ze door diens erfenis financieel onafhankelijk. Augspurg ging in München samenwonen met Sophie Goudstikker. Samen richtten ze een fotostudio op, genaamd Hofatelier Elvira.

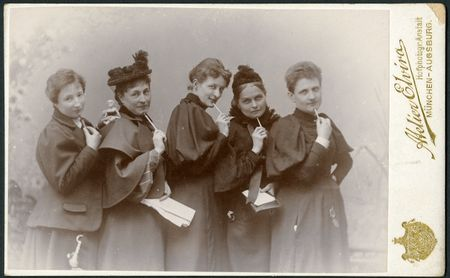
Anita Augspurg samen met Marie Stritt, Lily von Gizycki, Minna Cauer en Sophia Goudstikker (ca. 1894)

### Feministe en activiste
De vrouwen hadden een onconventionele levensstijl. Ze hadden kort haar, droegen harembroeken, fietsten, deden aan paardrijden en waren openlijk over hun steun aan de feministische beweging. Hierdoor kregen ze veel persoonlijke aanvallen van anti-feministen. Desondanks was de fotostudio succesvol en kregen ze zelfs kroonprins Lodewijk II van Beieren als klant. De relatie met Sophie Goudstikker eindigde en haar inzet in de vrouwenbeweging zorgde ervoor dat Augspurg naar Zürich verhuisde in 1893. Ze ging rechten studeren aan de Universiteit van Zürich. In 1897 studeerde ze af. Vervolgens promoveerde Augspurg als eerste vrouwelijke jurist van Duitsland. Tijdens haar studie bleef ze activistisch. Ze richtte met Rosa Luxemburg de Internationaler Studentinnenverein op en schreef ze in de krant Die Frauenbewegung artikelen over de discriminatie tegen haar in de sociale wetgeving, maar ook over het huwelijk als een legale vorm van prostitutie.

### Deutscher Verein für Frauenstimmrecht
Na haar studies begon Augspurg in 1898 samen met Lida Gustava Heymann de Duitse afdeling van International Abolitionist Federation in Hamburg. Deze organisatie kwam uit de Verenigde Staten en vocht tegen de restricties die werden opgelegd aan de burgerlijke vrijheden van prostituees. In 1902 richtte ze samen met Heymann, Minna Cauer en Helene Stöcker de eerste organisatie voor vrouwenstemrecht in Duitsland op, de Deutscher Verein für Frauenstimmrecht. In 1905 publiceerde ze een open brief waarin ze opriep om het huwelijk te boycotten. Volgens haar kon geen enkele zichzelf respecterende vrouw instemmen met het verlies van het wettelijke recht op eigendom en zelfbepaling door in het huwelijk te treden.

### Latere carrière
Augspurg hoorde bij de minderheid die zich verzette tegen de Eerste Wereldoorlog. Ze hielp ook mee met de organisatie van de International Women's Congress for Peace and Freedom die werd gehouden in 1915 in Den Haag. Dit leidde tot de oprichting van de Women's International League for Peace and Freedom, waarvan Heymann vicevoorzitster werd. Augspurg werkte samen met Kurt Eisner en werd na het uitroepen van de Weimarrepubliek lid van de Beierse Landdag. Door de nieuwe wetten van de Weimarrepubliek kon ze eindelijk een rechtspraktijk hebben vanaf 1922. 

### Latere leven
Na de machtsovername van Adolf Hitler in Duitsland in 1933 keerden Augspurg en Heymann niet terug van hun wintervakantie in Zwitserland. De nazi's legden beslag op hun bezittingen en al het geschreven materiaal in hun huis is verloren gegaan. Augspurg bracht haar laatste jaren door met haar vriendin Heymann en stierf op 20 december 1943, een paar maanden na het overlijden van Heymann, in Zürich.

### Privé-leven
Anita Augpurg had openlijk lesbische relaties met Sophie Goudstikker en Lida Gustava Heymann.
- Bibliothèque nationale de France: cb12909377k (data)
- Gemeinsame Normdatei: 118651072
- Historisch woordenboek van Zwitserland: 028011
- International Standard Name Identifier: 0000 0000 6651 0645
- Library of Congress Control Number: no00016021
- Nationale Bibliotheek van Israël: 987007257890805171
- PIC: 316812
- SNAC: w66r1mbk
- Système universitaire de documentation: 126922179
- Union List of Artist Names: 500101563
- Virtual International Authority File: 9976800
- WorldCat: E39PBJmhV9BQFYWYy9MbjkDwmd